# Ihor Prodan
Ihor Wjaczesławowicz Prodan (ukr. Ігор В'ячеславович Продан; ur. 29 lutego 1976) – ukraiński piłkarz, grający na pozycji napastnika.

## Kariera piłkarska

### Kariera klubowa
W 1995 rozpoczął karierę piłkarską w Dynamie Kijów, ale grał tylko w drugiej i trzeciej drużynie. W 1996 i 1997 został wypożyczony do Obołoni Kijów. Na początku 2001 przeniósł się do Dnipra Dniepropetrowsk. Potem występował w klubach Kremiń Krzemieńczuk, Naftowyk Ochtyrka, Zirka Kirowohrad i Jawir-Sumy. Latem 2000 przeszedł do Zakarpattia Użhorod. W lipcu 2002 powrócił do Obołoni Kijów, w którym występował do końca 2004. W 2005 bronił barw Arsenału Charków, po czym powrócił do Zakarpattia Użhorod. Następnie grał w trzecioligowych klubach Jednist' Płysky i Komunalnyk Ługańsk. Obecnie jest piłkarzem amatorskiego zespołu FK Makarów.

## Sukcesy i odznaczenia

### Sukcesy klubowe
- wicemistrz Perszej Lihi: 2001

### Sukcesy indywidualne
- 8-10. miejsce w klasyfikacji strzelców Wyższej Ligi: 2001/02 (8 goli)